# Monolistra velkovrhi
Monolistra velkovrhi är en kräftdjursart som beskrevs av Boris Sket 1960. Monolistra velkovrhi ingår i släktet Monolistra och familjen klotkräftor. Inga underarter finns listade i Catalogue of Life.